# Les Productions Pierre Tremblay
Les Productions Pierre Tremblay est un label musical indépendant québécois et une maison de gérance fondée par Pierre Tremblay en 1987 à Longueuil.
Elle publie ses disques sous l'étiquette Disques Double. Depuis sa fondation, elle porte à la carrière de Alain Choquet, Gerry Boulet, Marie Carmen, Hervé Hovington et d'autres artistes populaires ainsi que les compilation des Chorales du Québec.

## Artistes parrainés
- Alain Choquet
- Gerry Boulet
- Marie Carmen
- Dominique Bouffard
- Richard Petit
- Mike Prévost
- Francis Collard
- Hervé Hovington